# Монтепагано
Монтепагано (итал. Montepagano) је насеље у Италији у округу Терамо, региону Абруцо.
Према процени из 2011. у насељу је живело 784 становника. Насеље се налази на надморској висини од 271 м.